# Boiga wallachi
Boiga wallachi là một loài rắn trong họ Rắn nước. Loài này được Das miêu tả khoa học đầu tiên năm 1998.